# Creative Technology
Creative Technology Limited fabrica productos multimedia de computadora y tiene su sede en Singapur, donde la firma fue fundada por Sim Wong Hoo (nacido en 1955) el 1 de julio de 1981. Tiene más de 5.000 empleados en todo el mundo. Sim sigue actuando como CEO de la compañía. La subsidiaria en Estados Unidos de la compañía es conocida como Creative Labs, Inc.
Actualmente, sus productos más lucrativos son probablemente los reproductores de audio digital Creative NOMAD/Creative Zen, que compiten con el iPod y otros reproductores. [cita requerida]

## Reseña histórica

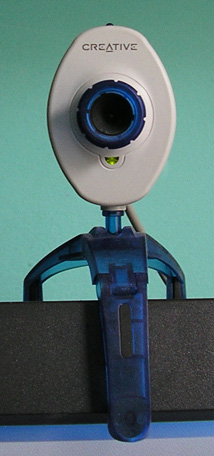
Webcam fabricada por Creative Technology

La compañía comenzó como una tienda de reparación de computadoras, donde Sim desarrolló una placa de memoria para ampliar el Apple II. Más tarde comenzaron a crear PC a medida adaptados al idioma chino. Aparte, este diseño incluía capacidades de audio mejoradas, de manera que el dispositivo podía reproducir frases y melodías. El éxito de esta interfaz de audio llevó al desarrollo de una tarjeta de sonido autónoma.
En 1987 Creative lanzó una tarjeta de sonido generadora de sonidos de 12 voces para la arquitectura IBM PC, el Creative Music System (C/MS), con dos chips Philips SAA 1099. Sim fue personalmente de Singapur a Silicon Valley y logró que la división RadioShack de Tandy lanzara al mercado su tarjeta. La tarjeta, sin embargo, no tuvo éxito y perdió la competencia contra la tarjeta AdLib que usaba el chip Yamaha YM3812 (también conocido como OPL2). Además de ser una tarjeta para juegos, la versión AdLib actuaba también como un correcto sintetizador de música, tarea que el C/MS no podía hacer. 
Más tarde, otro intento fue hecho con la Sound Blaster, una tarjeta con el mismo chip encontrado en la tarjeta AdLib y con capacidades adicionales para reproducir audio digital y digitalizar audio analógico. Creative utilizó una estrategia de mercado agresiva, como llamar a la tarjeta como componente estéreo aunque los componentes C/MS ofrecían estéreo, o nombrar al sonido producido como "DSP", esperando asociar al producto con un procesador de señal digital. Esta tarjeta se convirtió rápidamente en el estándar de facto para las tarjetas de sonido en ordenadores personales durante varios años, mayormente por el hecho de ser el primero en juntar lo que hoy en día es considerado como parte de las funcionalidades de una tarjeta de sonido: audio digital, sintetizador musical, interfaz MIDI y un puerto joystick.
La línea SoundBlaster todavía existe, y ha sido unida a otras líneas de tarjetas, incluyendo la Audigy, Audigy 2, Audigy 4 y la línea X-Fi. En el mercado de las tarjetas de sonido, Creative Labs continúa siendo un sólido actor contando aun con la inclusión de sonido integrado en la placa base de muchos ordenadores personales, algunos hasta con sonido 7.1. El éxito continuo es debido en parte a la mejor calidad de sonido[cita requerida] y mayor cantidad de características de una tarjeta de sonido externa. En efecto, la línea Creative Labs Audigy 2 incluye la primera tarjeta de sonido certificada "THX". La línea X-Fi fue lanzada en 2005, con cuatro variaciones del producto, incluyendo X-Fi Xtrememusic, X-Fi PLatinum, X-Fi Fatal1ty y X-Fi Elite Pro.
Últimamente, Creative Labs se ha diversificado considerablemente; sus productos incluyen largas líneas de reproductores MP3, sistemas de altavoces, cámaras web, tarjetas gráficas, componentes de redes y pantallas LCD.

## Productos
Creative es más conocida por:

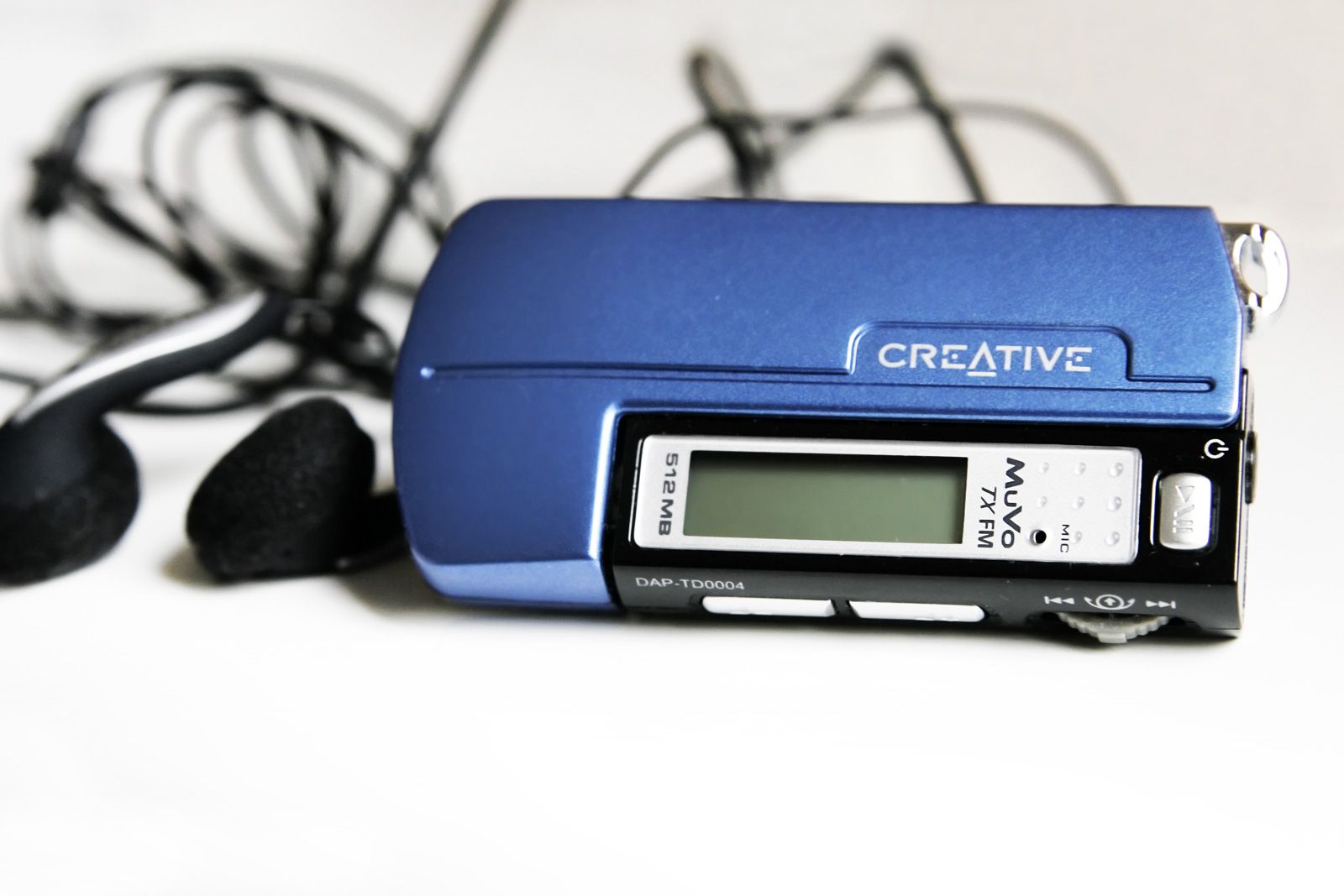
Creative MuVo TX FM 512mb

- tarjetas de sonido como la popular Sound Blaster para el PC.
- sistemas de sonido para juegos.
- reproductores y tarjetas controladoras de CD-ROM y DVD
- tarjetas gráficas
- cámaras web
- reproductores de audio digital (reproductores MP3) bajo el nombre de NOMAD y Zen y también MuVo.
- Prodikeys
- Mouse y teclados de computadora

## Evolución de mercado
Como corporación, Creative se ha encontrado últimamente con una dura competencia. En julio de 2005, las acciones de Creative Technology cayeron a su mínimo histórico de US$ 10,80 como resultado de las pobres ventas del último cuatrimestre del 2004 / primer cuatrimestre del 2005, pese a una fuerte campaña de US$ 100 millones para rivalizar con Apple y su altamente exitoso iPod. Esto representa un cambio significativo al valor de US$ 50 que tenían las acciones de Creative en el año 1998. En agosto de 2005, Creative anunció que las pérdidas para ese cuarto del año serían de US$ 31,9 millones, entrando la empresa en números rojos por primera vez en tres años. 

## Críticas
Aunque las tarjetas Audigy aún se mantienen populares entre entusiastas de los videojuegos debido a la aceleración de sonido por hardware y soporte para EAX y el procesamiento digital de sonidos, muchos audiófilos y músicos aficionados han encontrado los productos de Creative nada espectaculares. En particular, las quejas sobre el publicitado conversor digital-analógico (DAC) 24/96, que operaba como si fuese un DAC de 16/48, dejó a muchos revisores y usuarios bastante confundidos. Esto permitió a los competidores de Creative, M-Audio y Chaintech ganar una pequeña pero férrea entrada en esta parte del mercado.
Tarjetas de sonido como la Live! y la Audigy fueron responsables del famoso "chillido de la muerte", lo que causó la caída de muchos sistemas y las quejas de un gran número de usuarios de Windows 2000 y Windows XP. El problema provino de una mutua incompatibilidad entre dichos sistemas operativos, las tarjetas, y algunos chipsets de VIA. Las tarjetas Creative trataron al bus PCI de una manera poco usual, y aunque esto resultó en una mejora ínfima de rendimiento en la era de las Pentium 3, algunas tarjetas madre basadas en chipsets posteriores expusieron este problema. Esto era comúnmente corregido con actualizaciones de la BIOS de la placa base. Desafortunadamente para Creative, el término "chillido de la muerte" perduró, y es frecuentemente utilizado para problemas no relacionados con esta incompatibilidad en particular.
Mientras que la mayoría de los principales fabricantes de hardware son vistos como innovadores, Creative es más famoso por adquirir tecnologías exitosas y agregarlas a su propio portafolio. Los ejemplos más notables incluyen:
- La tarjeta de sonido AdLib, que fue hecha con componentes estándar de Yamaha, fue fácilmente clonada, y sirvió como base para las posteriores tarjetas Sound Blaster. El competitivo precio de los productos Creative combinado con características agregadas (un puerto para juegos) enterraron a AdLib antes de que la versión Gold de dicha empresa pudiese ser aplicada completamente;

- La compra de Ensoniq, una de las únicas compañías fabricantes de tarjetas PCI en esa época, fue rápidamente seguida por el anuncio de Creative de su primer producto PCI.

- La batalla legal con Aureal por la infracción de Creative de sus patentes de audio 3D de alta calidad (5,596,644 y 5,802,180).

Creative perdió esta batalla, pero los costos legales dejaron a Aureal en una pobre situación financiera. Creative compró luego Aureal, y agregó el motor A3D a su ya considerable lista de tecnología para juegos.